# Baboszewo (gmina)
Baboszewo (daw. gmina Sarbiewo) – gmina wiejska w Polsce w województwie mazowieckim, w powiecie płońskim. W latach 1975–1998 gmina administracyjnie należała do województwa ciechanowskiego.
Siedzibą władz gminy jest wieś Baboszewo.
Według danych z 31 grudnia 2017 gminę zamieszkiwało 8016 osób.

## Struktura powierzchni
Według danych z roku 2002 gmina Baboszewo ma obszar 162,35 km², w tym:
- użytki rolne: 82%
- użytki leśne: 11%

Gmina stanowi 11,73% powierzchni powiatu.

## Demografia

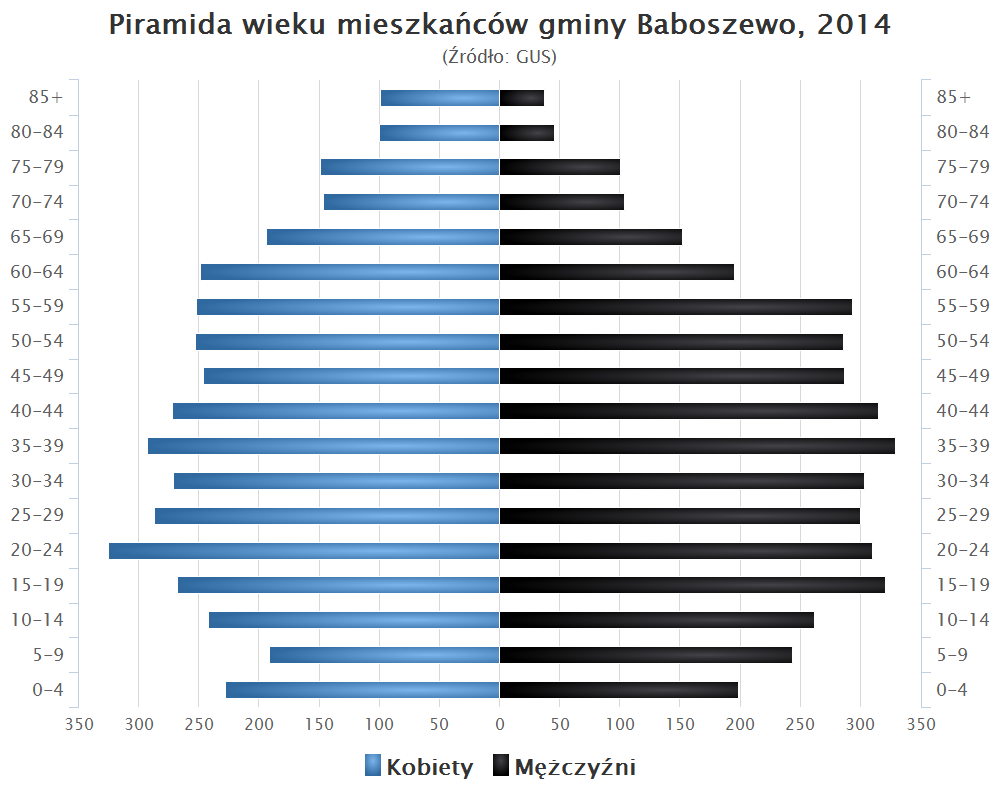
Piramida wieku mieszkańców gminy Baboszewo w 2014 roku

Dane z 30 czerwca 2004:
| Opis                              | Ogółem | Ogółem | Kobiety | Kobiety | Mężczyźni | Mężczyźni |
| --------------------------------- | ------ | ------ | ------- | ------- | --------- | --------- |
| jednostka                         | osób   | %      | osób    | %       | osób      | %         |
| populacja                         | 7991   | 100    | 4049    | 50,7    | 3942      | 49,3      |
| gęstość zaludnienia (mieszk./km²) | 49,2   | 49,2   | 24,9    | 24,9    | 24,3      | 24,3      |

## Sołectwa
Baboszewo, Bożewo, Brzeście, Brzeście Małe, Brzeście Nowe, Budy Radzymińskie, Cieszkowo-Kolonia, Cieszkowo Nowe, Cieszkowo Stare, Cywiny-Dynguny, Cywiny Wojskie, Dłużniewo, Dramin, Dziektarzewo, Galomin, Galominek, Galominek Nowy, Goszczyce Poświętne, Goszczyce Średnie, Jarocin, Jesionka, Kiełki, Korzybie, Kowale, Krościn, Kruszewie, Lachówiec, Lutomierzyn, Mystkowo, Niedarzyn, Pawłowo, Pieńki Rzewińskie, Polesie, Rybitwy, Rzewin, Sarbiewo, Sokolniki Nowe, Sokolniki Stare, Śródborze, Wola Dłużniewska, Wola-Folwark, Zbyszyno.
Wsie, które nie mają statusu sołectwa to  Dziektarzewo-Wylaty i Kiełki-Osada.

## Sąsiednie gminy
Dzierzążnia, Glinojeck, Płońsk, Raciąż, Sochocin, Staroźreby